# Ішберда
Ішберда́ (рос. Ишберда, башк. Ишбирҙе) — село у складі Баймацького району Башкортостану, Росія. Адміністративний центр Ішбердинської сільської ради.
Населення — 638 осіб (2010; 679 в 2002).
Національний склад:
- башкири — 99%